# Gyrus temporal supérieur
Le gyrus temporal supérieur T1 est un gyrus du lobe temporal du cortex cérébral. Il comporte deux parties :
- la face supérieure, pénétrant dans la profondeur de la scissure de Sylvius, non visible latéralement car recouverte par les lobes frontal et pariétal. Cette région s'enfonce profondément dans le cerveau jusqu'à l'insula. Elle est divisée en
  - planum polare, en avant vers le pôle temporal,
  - gyrus temporal transverse ou gyrus de Heschl, sous l'opercule central,
  - planum temporale, plus en arrière ;
- la face latérale, est la partie visible latéralement, s'étendant vers le bas jusqu'au sillon temporal supérieur. D'avant en arrière, elle couvre une bande allant du pôle temporal, en avant, jusqu'à une ligne non anatomique, partant du point de verticalisation de la scissure de Sylvius, et la séparant du lobule pariétal inférieur.

|                | |
| Face externe   | Gyrus temporal supérieur l'hémisphère gauche (Gray) |
|                | |
| Coupe coronale | Vue de la face supérieure de T1 et de l'insula après résection d'une partie du lobe frontal et pariétal 1,2,3 : gyrus de l'insula 4 gyrus temporal transverse |